# 圣埃斯皮里图岛

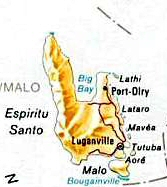
聖靈島地图

（Espiritu Santo），有时称作桑托岛（Santo），是瓦努阿图最大的岛屿，面积3955.5平方公里，为桑马省所辖。该岛得名于西班牙语Espíritu Santo，意为“圣灵”。
桑马省省会卢甘维尔位于该岛。

## 地理
该岛的最高点为塔伯威馬薩納山，海拔1879米。

## 历史
1606年，葡萄牙探險家佩德羅·費爾南德斯·德·基羅斯成為第一個到聖靈島的歐洲人，他相信它是南方大陸（Terra Australis，即澳大利亞）的一部分。該艦隊的旗艦於5月2日進入該島北部的大灣（Big Bay），由於當天是腓力與雅各的瞻禮日，因此將其命名為「腓力與雅各灣」（Bahía de San Felipe y Santiago）。

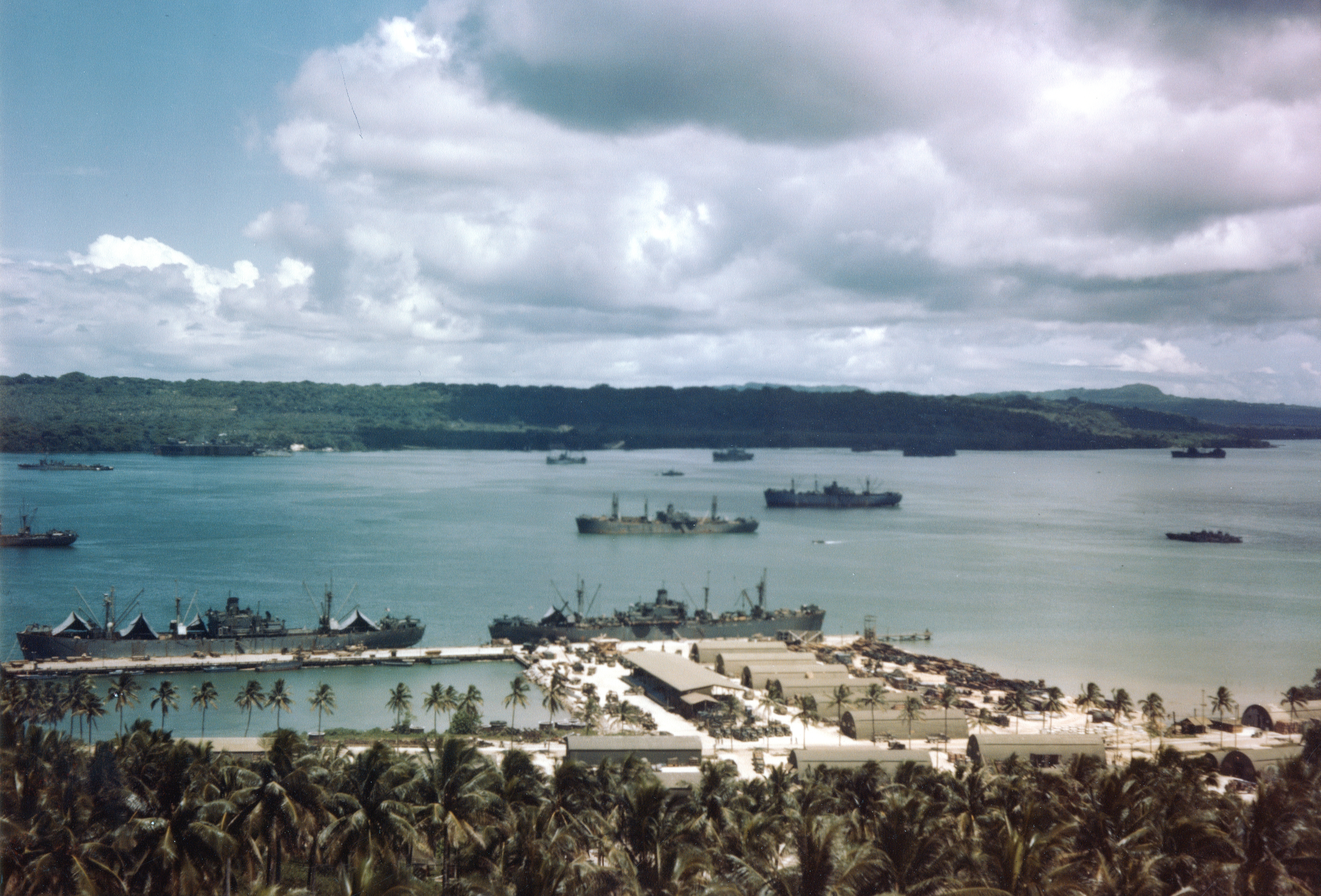
二戰時軍港

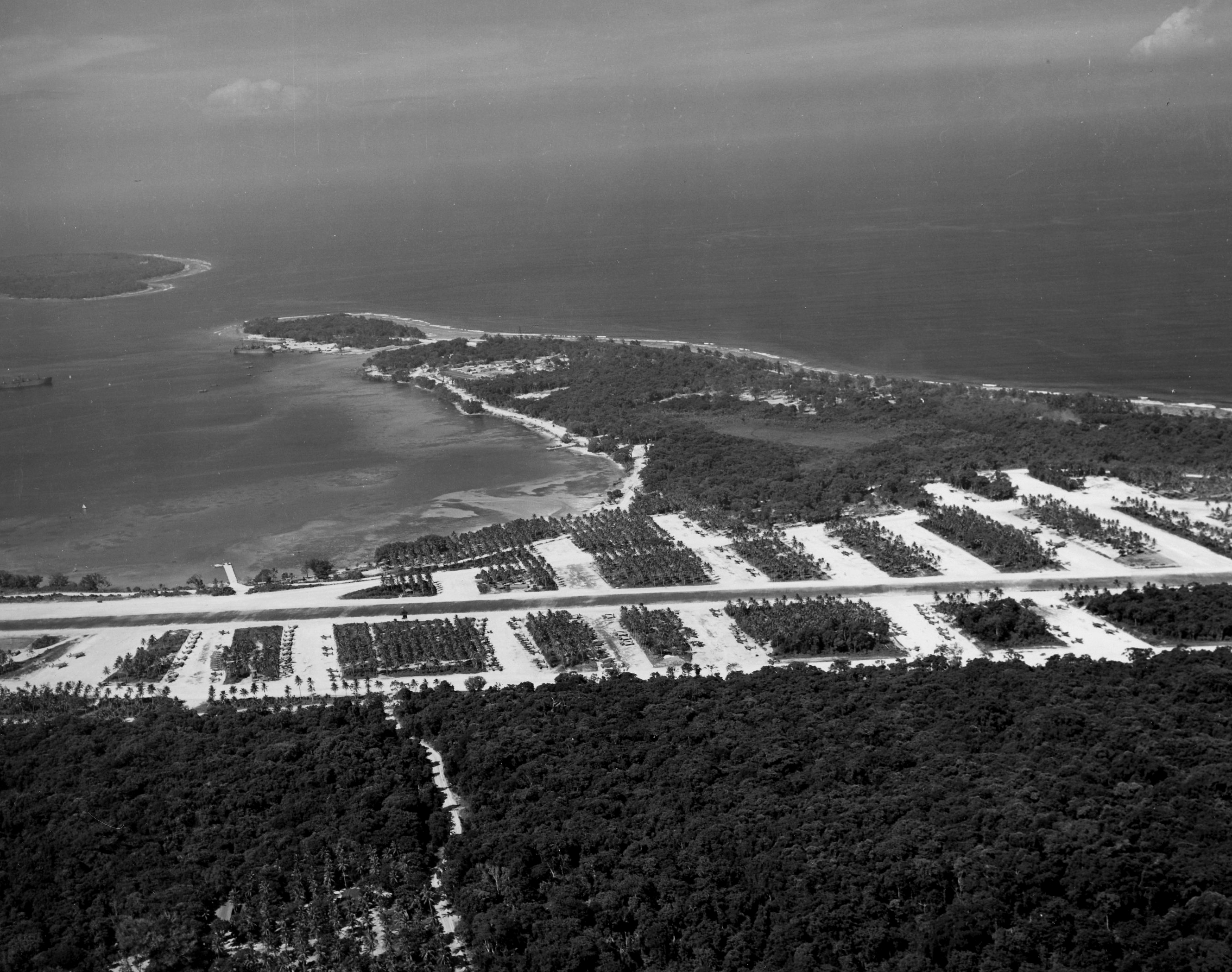
二戰時東南部的軍用機場

歐洲人在18世紀後期開始在這些島嶼定居。1887年，該島開始由法英海軍委員會管理。1906年，法國和英國同意英法共管該島。在第二次世界大戰期間，聖靈島被用作盟軍的軍事基地。1957年12月27日，圣埃斯皮里图岛单方面宣布独立，遭到英法殖民当局反对。1979年11月，在圣埃斯皮里图岛建立维马拉纳共和国，后于1980年8月被瓦努阿图政府消灭。